# WATTS

Logo

WATTS ist der Titel einer seit mehreren Jahren wöchentlich ausgestrahlten Zapping-Sendung auf dem paneuropäischen Sportsender Eurosport. In der Sendung werden die jeweils lustigsten, kuriosesten und spannendsten Momente und Ereignisse des Sports als Zapping präsentiert.
WATTS wurde zu Beginn von einem Reporter kommentiert. Seit dem Relaunch im Jahr 2003 ist WATTS unkommentiert und beschränkt sich auf die Videos mit passender Musikuntermalung.